# Mello (Adelsgeschlecht)
Mello war eine Familie des nordfranzösischen Adels, die erstmals in der zweiten Hälfte des 11. Jahrhunderts als Herren von Mello dokumentiert ist.

## Geschichte
Sie trat hervor durch das Erbe der Grafschaft Dammartin, gelangte zwei Generationen später in den Besitz der Grafschaft Boulogne, der Grafschaft Aumale, der Grafschaft Mortain, der Grafschaft Ponthieu und Montreuil.
Die bekanntesten Mitglieder der Familie sind:
- Rainald I. von Dammartin († 1217)
- Dreux de Mello († 1218), Connétable von Frankreich
- Simon von Dammartin († 1239)
- Mathilde von Dammartin († 1259), Königin von Portugal als Ehefrau des Königs Alfons III.
- Jeanne de Dammartin († 1279), Königin von Kastilien als Ehefrau des Königs Ferdinand III.

## Stammliste

### Die Herren von Mello
1. NN

Die Herren von Mello

  1.  ? Ives de Mello, 1050/88 bezeugt, Archidiakon von Brie in Paris
  2.  ? Dreux (Drogo) de Mello, 1067/97 bezeugt, Archidiakon des Vexin français in Paris
  3.  ? Gilbert I. de Mello, 1079 bezeugt, † nach 25. Februar 1084
    1. Ives, 1093 bezeugt, † wohl vor 1106
    2. Dreux (I.), 1106/1117 bezeugt
      1. Gilbert II., 1146/47 bezeugt, Seigneur de Mello, Châtelain de Roye ; ⚭ NN, wohl Ermentrude
        1. Dreux (II.), † vor 1146, Seigneur de Mello 1136; ⚭ vor 1101 Richilde de Clermont, Dame de Mouchy, Tochter von Hugues de Clermont (Haus Clermont)
          1. Dreux (III.), 1136 bezeugt ; ⚭ NN de Bulles (wohl Basilie), Schwester von Manassès (siehe Haus Montdidier)
            1. Guillaume I., 1154/98 bezeugt, † vor 1201, Sire de Mello, Châtelain de Roye, Seigneur de Bulles en partie ; ⚭ Ermentrudis, Châtelaine de Roye, Dame de Lagny, 1172/1201 bezeugt, heiratete in zweiter Ehe Jean de Crapeaumesnil
              1. Renaud, 1172 bezeugt, † 1201, 1198 Vogt von Bus, 1201 Sire de Mello; ⚭ Gertrude de Nesle, Dame d’Ailly-sur-Noye, † nach Juni 1239, Tochter von Jean I. de Nesle, Burggraf von Brügge (Haus Nesle), sie heiratete in zweiter Ehe vor 1203 Raoul de Clermont, † 30. Juni 1225/26 (Haus Clermont)
                1. Elisabeth, genannt Isabelle, 1208 bezeugt, † nach Juli 1258, Châtelaine de Roye; ⚭ vor 1217 Simon d’Argies, Ritter, Sire de Dargies, 1194 bezeugt, † Juni 1248/Mai 1250
                2. Dionisie, 1208/24 bezeugt, †vor Mai 1231; ⚭ vor 1217 Gui de Thorotte, † 1221; ⚭ II Oktober 1222 Robert der Jüngere de la Tournelle, 1222/38 bezeugt

              2. Pierre, 1172/94 bezeugt
              3. Dreux, 1172 bezeugt
              4. Agnès, 1172 bezeugt; ⚭ vor 1183 Guillaume, Vidame de Gerberoy, † wohl 1195
              5. Beatrix, 1172 bezeugt; ⚭ wohl Dreux tonloyer (thelonarius) de Beauvais, 1173/1202 bezeugt
              6. Guillaume II., † vor Februar 1224, Sire de Mello, 1201 geistlich, 1207/17 Domherr in Beauvais, 1221/22 Ritter; ⚭ vor 1222 Ada, 1222/24 bezeugt, sie heiratete in zweiter Ehe vor Februar 1224 Jean de Chaumont, Sire de Mello (Haus Beaumont-sur-Oise)
              7. Manassès, Sire de Mello 1197/1217

            2. Renaud, 1167/1202 bezeugt ; ⚭ Avicie de Milly, 1154/1202 bezeugt, Tochter von Sagalon, Châtelain de Milly
              1. Manassès, 1173/1208 bezeugt, † vor 17. Juni 1231, Ritter
              2. Basilie, 1178 bezeugt
              3. Ailis, † vor 24. Juni 1202, Nonne in der Priorei Wariville (Litz (Oise))
              4. Guillaume, 1208 bezeugt

            3.  ? Dreux IV. de Mello – siehe unten
            4. Basilie, 1193/1201 bezeugt

          2. Renaud, 1136/46 bezeugt, † 1152 auf dem Kreuzzug
          3. Guillaume, 1171 bezeugt, 1146/61 Abt von Saint-Martin in Pontoise, 1161/71 Abt von Vézelay

        2. Ives, 1144/58 bezeugt, Domdechant in Beauvais, Kanoniker in Saint-Quentin
        3. Guillaume, 1140/46 Abt von Saint-Martin in Pontoise
        4. Tochter (wohl Elisabeth), 1144/58 bezeugt; ⚭ Hugues d’Auneuil, 1132 bezeugt

      2. Dreux, 1117 Archidiakon von Brie in Paris

    3. Aubry, † vor dem Vater; ⚭ Adèle de Bulles, 1081/1139 bezeugt, Tochter von Hugues, Graf von Dammartin (Haus Montdidier), sie heiratete in zweiter Ehe Lancelin (wohl Lancelin II. de Beauvais), der 1112/16 die Grafschaft Dammartin für seinen Stiefsohn verwaltet
      1. Albéric (Aubry) I., 1125/29 bezeugt, † nach 1181, Graf von Dammartin, Chambrier de France; ⚭ NN, wohl Clémence de Dammartin, 1153/54 bezeugt – Nachkommen siehe unten

    4. Guy 1114/15-1118 bezeugt

### Die Grafen von Dammartin etc.

Die Grafen von Dammartin

1. Albéric (Aubry) I., 1125/29 bezeugt, † nach 1181, Graf von Dammartin, Chambrier de France; ⚭ NN, wohl Clémence de Dammartin, 1153/54 bezeugt – Vorfahren siehe oben
  1.  ? Albéric (Aibry) II., † 20. September 1200 in Lillebonne, Graf von Dammartin, Seigneur de Lillebonne, bestattet in der Abtei Jumièges; ⚭ Mahaut (Mabille) de Clermont, 1165 bezeugt, † nach Oktober 1200, Tochter von Renaud, Graf von Clermont-en-Beauvaisis (Haus Clermont)
    1. Renaud I. de Dammartin, † Selbstmord 21. April 1217 im Kerker von Château de Goulet, 1192 Graf von Boulogne, 1205 Graf von Aumale, 1209 Graf von Mortain, 1212 von König Philipp II. Augustus proskribiert, 1214 in französischer Gefangenschaft, bestattet in Boulogne-sur-Mer; ⚭ I, getrennt, Marie de Châtillon, † 13. März nach 1241, Tochter von Guy II., Châtelain de Châtillon-sur-Marne (Haus Châtillon), sie heiratete in zweiter Ehe vor dem 1. Oktober 1213 Jean III., Graf von Vendôme, † 1217 vor April (Haus Preuilly), und in dritter Ehe um 1218 Robert de Vieuxpont, Seigneur de Courville; ⚭ II 1190 Ida von Flandern, * 1160/61, † 21. April 1216, 1182–1212 Gräfin von Boulogne, Tochter von Mathäus von Lothringen, Graf von Boulogne (Haus Châtenois), Witwe von Gerhard III., Graf von Geldern (Haus Wassenberg), und Berthold IV., Herzog von Zähringen (Zähringer)
      1. (II) Mathilde (Mahaut, Mafalda), 1200 bezeugt, † 14. Januar 1259, 1223 Gräfin von Dammartin, 1227 Gräfin von Boulogne und Dammartin; ⚭ I 1216 Philippe, genannt Tristan Hurepel, Graf von Clermont-en-Beauvaisis, Graf von Mortain, 1223 Graf von Boulogne, † 18. Januar 1234 in Corbeil (Stammliste der Kapetinger); ⚭ II Mai/August 1239, geschieden 1253, Alfons III., 1248 König von Portugal, † 16. Februar 1279 in Lissabon (Haus Burgund-Portugal)

    2. Raoul 1199/1206 bezeugt
    3. Simon, 1200 bezeugt, † 21. September 1239, 1205/11 Graf von Aumale, 1231 Graf von Ponthieu und Montreuil, bestattet im Kloster Valloires; ⚭ (Ehevertrag Compiègne September 1208) Marie, 1225 Gräfin von Ponthieu, * vor 17. September 1199, † September 1250, Erbtochter von Guillaume II. (Haus Montgommery) und Alix von Frankreich, Gräfin von Vexin (Stammliste der Kapetinger), sie heiratete in zweiter Ehe September 1240/15. Dezember 1241 Mathieu de Montmorency, Seigneur d’Attichy, X bei al-Mansura Februar 1250 (Stammliste der Montmorency)
      1. Jeanne, † 15. (oder 16.) März 1279 in Abbeville, 1225 Gräfin von Ponthieu und Montreuil, bestattet im Kloster Valloires; ⚭ I Burgos 1237 vor August Ferdinand III., König von Kastilien und León, † 30. Mai 1252 in Sevilla (Stammliste des Hauses Burgund-Ivrea); ⚭II Mai 1260/9. Februar 1261 Jean de Nesle, Seigneur de Falvy et de La Hérelle, † 2. Februar 1292 (Haus Nesle)
      2. Philippa, 1236/August 1277 bezeugt, † 14. April 1278–1281 ; ⚭ I Raoul de Lusignan, genannt Raoul d’Issoudun, Graf von Eu und Guînes, † 1./2. September 1246 (Haus Lusignan) ; ⚭ II nach November 1246 Raoul II., Sire de Coucy, X 8. Februar 1250 bei al-Mansura (Haus Boves); ⚭ III 1253 Otto II., Graf von Geldern, † 10. Januar 1271 (Haus Wassenberg)
      3. Marie, 1236/79 bezeugt; ⚭ vor 15. Dezember 1241 Jean II., Graf von Roucy, X 1251 in Flandern (Haus Pierrepont)
      4. Agathe, 1240/59 bezeugt, † vor 1268; ⚭ Aimery II, Vizegraf von Châtellerault, † 1242

    4. Aelis, 1193/1224 bezeugt, † vor 1237; ⚭ 1190 Jean I., Châtelain de Trie 1169/1234, † vor 1237 (Haus Trie)
    5. Agnès; ⚭ Guillaume de Fiennes, 1199/1213 bezeugt
    6. Clémence, 1211/18 bezeugt; ⚭ Jacques de Saint-Omer, 1192/1216 bezeugt, † Damiette 1219

### Die Familie von Dreux IV. de Mello

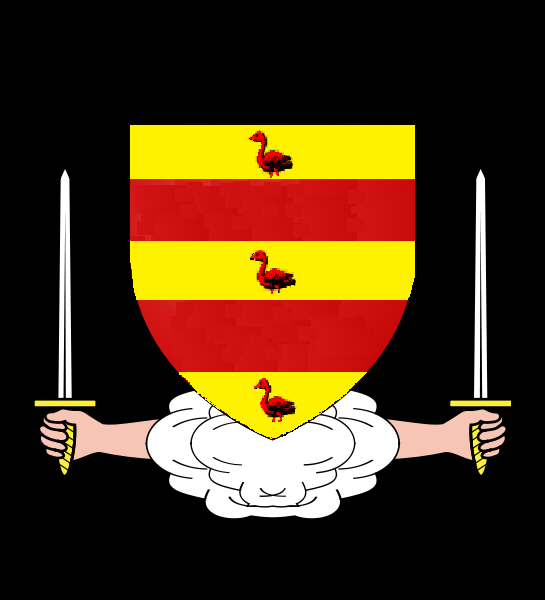
Wappen von Dreux IV. de Mello, Connétable de France

Es ist unklar, wie Dreux IV. de Mello in die Familie einzuordnen ist. Einerseits wird er als Sohn von Dreux de Mello († 1138) und Agnès de Toucy angesehen, andererseits als Sohn von Dreux III. de Mello (1136 bezeugt) und NN de Bulles (siehe oben); hier sind beide Versionen angegeben.
1. Dreux de Mello, † 1138; ⚭ wohl Agnès de Toucy, Dame de Livry, Witwe von Raoul III. Mauvoision und Guillaume II. de Garlande, heiratete in vierter Ehe um 1139 Pierre de Gonesse
  1. Dreux IV. de Mello,* 1137/38, † 3. März 1218, Seigneur de Baulche et de Saint-Bris, 1193 Connétable von Frankreich, bestattet in Saint-Bris ; ⚭ I vor 1160 Basilie de Mouchy, Tochter von Dreux IV. de Mouchy und Adélaide ; ⚭ II um 1161 Ermengarde, 1177/90 bezeugt, wohl Ermengarde de Dampierre, Tochter von Guillaume I. (Haus Dampierre)
    1. Guillaume, 1190 bezeugt, † 1249, Seigneur de Saint-Bris ; ⚭ vor 1209 Elisabeth, wohl de Mont-Saint-Jean
    2. Dreux der Jüngere, 1197 bezeugt, † 8. Januar 1249 auf Zypern, Seigneur de Saint-Maurice-Thizouaille, 1205 Seigneur de Loches et de Châtillon-sur-Indre ; ⚭ vor 1218 Elisabeth de Mayenne, Dame de Mayenne, † 11. November 1257, Tochter von Juhel II., Seigneur de Mayenne (Haus Mayenne), und Gervaise de Vitré, genannt de Dinan, sie heiratete in zweiter Ehe vor 1251 Louis I. Graf von Sancerre, † 1268 (Haus Blois)
      1. Marguerite die Ältere, 1268 bezeugt; ⚭ vor 1268 Raoul, wohl Raoul de Clermont, Seigneur de Nesle et d’Ailly, Connétable von Frankreich, X 11. Juli 1302 in der Sporenschlacht
      2. Guillaume de Jüngere, † 1245/49 in Nikosia
        1. Elisabeth, Dame de Saint-Maurice-Thizouaille 1257/1301; ⚭ I (Ehevertrag 8. November 1237) Guillaume III. Graf von Joigny, 1248/61 bezeugt (Haus Joigny); ⚭ II vor 25. Juli 1276 Humbert de Beaujeu, Seigneur de Montpensier, Connétable von Frankreich 1280, † vor 14. November 1285 (Haus Beaujeu)

      3. Dreux II. der Jüngere, 1240/49 bezeugt, † 3. September vor 1252, Seigneur d’Époisses, de Château-Chinon et de Saint-Bris ; ⚭ Elvis d’Époisses , 1248 bezeugt, Erbtochter von André de Montbard (Haus Montbard), Seigneur d’Époisses, und Huguette, Dame de Givry-en-Chaunois, wohl Huguette de Bourgogne-Montagu (Älteres Haus Burgund)
        1. Dreux III., 1300 der Ältere genannt, 1245/1309 bezeugt, † 1310, Seigneur de Saint-Bris, de Château-Chinon, de Lormes et de Baulche ; ⚭ I (Dispens 1245) Adélaide de Montréal, Tochter von Anséric VII. ; ⚭ II vor 1257 Eustachie de Lusignan, † Karthago 1270, Tochter von Geoffroy I. (Haus Lusignan) und Jeanne Vicomtesse de Châtellerault, bestattet in Fontenay ; ⚭ III Jeanne de Trie, 1283/91 bezeugt, Tochter von Philippe (Haus Trie) und Alix de Nanteuil
          1. (II) Dreux IV., 1302/16 bezeugt, † vor 1317, 1309 Seigneur de Sainte-Hermine, 1312 Seigneur de Château-Chinon, de Jarnac etc.; ⚭ I um 1297 Jeanne de Toucy, Tochter von Otho de Toucy, Admiral von Frankreich ; ⚭ II 1305 Eleonore von Savoyen, † 1324, Tochter von Amadeus V., Graf von Savoyen (Stammliste des Hauses Savoyen), Witwe von Guillaume de Chalon, Graf von Auxerre und Tonnerre (Stammliste des Hauses Burgund-Ivrea), heiratete in dritter Ehe Jean I. Graf von Forez, † 15. Februar 1333 (Haus Albon)
            1. (I) Jeanne, † 1351, Dame de Lormes et de Château-Chinon ; ⚭ 1315 Raoul de Brienne, Graf von Eu und Guînes, 1336 Connétable von Frankreich, † 19. Januar 1344 (Haus Brienne)
            2. (II) Marguerite, 1317 bezeugt, † 25. Dezember 1350, bestattet in Mont-Sainte-Marie; ⚭ I vor 8. Januar 1324 Maurice VII., Sire de Craon, † 8. August 1330 (Haus Craon); ⚭ II vor 1331 Jean II. de Chalon, Sire d’Arlay, † 25./26. Februar 1362 (Haus Chalon)

          2. (III) Renaud, † vor 1309
          3. (III) Charles, † vor 1309
            1. Dreux (Droin) V., 1309/33 bezeugt, Ritter, Seigneur de Saint-Bris, de Senay et de Saint-Cyr

          4. Mahys de Saint-Bris, 1308/28 bezeugt, † vor 1329 ; ⚭ vor 1313 Marguerite d’Arcis, Dame de Pacy-sur-Armançon et de Chacenay, 1329/59 bezeugt, Tochter von Erard, Seigneur de Chacenay, und Marguerite von Bourgogne-Montagu (Älteres Haus Burgund), sie heiratet in zweiter Ehe Jean des Granges, Seigneur de Livry – Nachkommen † Ende 15. Jahrhundert
          5. Guy, 1312/13 bezeugt, † vor 1315, 1312 Seigneur de Senay
          6. Jeanne, 1299/1324 bezeugt; ⚭ Erard I., Sire de Saint-Vérain, † 27. März 1296
          7. 5 Kinder

        2. Guillaume I., Seigneur d’Époisses 1265/84 ; ⚭ Agnès de Saint-Verain, Dame de Vézinnes, Tochter von Hugues I. und Helvis (wohl Helvis de Lormes), sie heiratete in zweiter Ehe nach 1284 Jean Sire de Frôlois et de Marigny, 1258/98 bezeugt, † wohl 1300 (Haus Grancey)
          1. Jeanne, 1294 bezeugt ; ⚭ (Ehevertrag 18. Januar 1299) Aubert de Thourotte, 1283/1314 bezeugt (Haus Thorotte)
          2. Guillaume II., 1294 minderjährig, † 1326, Seigneur d’Époisses; ⚭ vor 1311 Marie de Châteauvillain, Tochter von Guy, Seigneur de Luzy, de Semur, de Bourbon-Lancy et d‘Auchon (Maison de Broyes) – Nachkommen † Anfang 15. Jahrhundert

        3. Isabelle, 1265/85 bezeugt ; ⚭ I nach 1265 Richard d’Harcourt, Seigneur de Boissey-le-Châtel et d’Elbeuf, † 1269 ; ⚭II Guy Mauvoisin, Seigneur de Rosny (Haus Mauvoisin), † ermordet Mantes 1311
        4. Yolande, 1272/1300 bezeugt ; ⚭ Robert de Beaumez, † vor 1272

      4. Guy, † 19. September 1270, vor 1243 Domherr in Langres, 1243 Archidiakon in Tonnerre, Domdechant in Auxerre, 1245 Bischof von Verdun, 1247/70 Bischof von Auxerre, 1265 päpstlicher Legat, 1267 Elekt von Lyon, tritt zurück, bestattet in der Kathedrale von Auxerre
      5. Isabelle; ⚭ I vor Februar 1235 Hugues de Châtillon-en-Bazois, Seigneur de Jaligny, 1234/57 bezeugt; ⚭ II Robert de Montgascon, 1255 bezeugt
      6. Agnès, 1278/79 bezeugt; ⚭ Hugues de Plancy, Seigneur de Bragelogne 1220/64
      7. Marguerite die Jüngere, † 21. Februar 1254, bestattet in der Abtei Larivour (Lusigny-sur-Barse) ; ⚭ Guillaume I. de Villehardouin, Seigneur de Villy et de Lézinnes, Marschall der Champagne, 1218 bezeugt, † 8. Juni 1246, bestattet in Larivour

    3. Agnès, 1195/1215 bezeugt, Dame de Voisines ; ⚭ 1195 Garnier de Traînel, † 1218